# Tournoi de tennis de Marseille
Le Tournoi de Marseille ou Open 13 (en référence au code INSEE du département des Bouches-du-Rhône) est un tournoi de tennis masculin de l'ATP World Tour dont la première édition remonte à 1993.
Il se déroule sur dur en salle, au Palais des sports de Marseille d'une capacité de 7200 places, au mois de février. Il fait partie des tournois de la catégorie ATP 250. Les matchs se déroulent en deux manches gagnantes, y compris la finale. Il est équipé du Hawk-Eye.
En 2017, le Tournoi accueille 28 joueurs en simple : 21 directement admis grâce à leur classement ATP, 4 issus des qualifications, et 3 bénéficiant d'une invitation.
Un tournoi international féminin était également organisé à Marseille entre 1997 à 2017. Doté de 100 000 dollars, c'était l'un des plus importants de l'ITF Women's Circuit, le second circuit du tennis professionnel. Il se déroulait au mois de juin, pendant la 2e semaine de Roland-Garros, sur les terrains en terre battue du Tennis Club de Marseille.

## Primes et points
| Tour          | Prime     | Points |
| ------------- | --------- | ------ |
| Victoire      | 110 655 € | 250    |
| Finale        | 58 280 €  | 150    |
| 1/2 finale    | 31 570 €  | 90     |
| 1/4 de finale | 17 985 €  | 45     |
| 2e tour       | 10 600 €  | 20     |
| 1er tour      | 6 280 €   | 0      |

| Tour          | Prime    | Points |
| ------------- | -------- | ------ |
| Victoire      | 33 620 € | 250    |
| Finale        | 17 670 € | 150    |
| 1/2 finale    | 9 580 €  | 90     |
| 1/4 de finale | 5 480 €  | 45     |
| 1er tour      | 3 210 €  | 0      |

## Palmarès messieurs

### Simple
| No | Date       | Nom et lieu du tournoi       | Catégorie    | Dotation  | Surface         | Vainqueur             | Finaliste             | Score          |         |
| -- | ---------- | ---------------------------- | ------------ | --------- | --------------- | --------------------- | --------------------- | -------------- | ------- |
| 1  | 01-02-1993 | Marseilles Open, Marseille   | World Series | 500 000 $ | Moquette (int.) | Marc Rosset           | Jan Siemerink         | 6-2, 7-6       | Tableau |
| 2  | 31-01-1994 | Marseilles Open, Marseille   | World Series | 513 750 $ | Moquette (int.) | Marc Rosset           | Arnaud Boetsch        | 7-6, 7-6       | Tableau |
| 3  | 06-02-1995 | Marseilles Open, Marseille   | World Series | 514 250 $ | Moquette (int.) | Boris Becker          | Daniel Vacek          | 6-7, 6-4, 7-5  | Tableau |
| 4  | 12-02-1996 | Marseilles Open, Marseille   | World Series | 514 250 $ | Dur (int.)      | Guy Forget            | Cédric Pioline        | 7-5, 6-4       | Tableau |
| 5  | 10-02-1997 | Marseilles Open, Marseille   | World Series | 514 250 $ | Dur (int.)      | Thomas Enqvist        | Marcelo Ríos          | 6-4, 1-0, ab.  | Tableau |
| 6  | 02-02-1998 | Marseille Indoors, Marseille | Int' Series  | 514 250 $ | Dur (int.)      | Thomas Enqvist        | Ievgueni Kafelnikov   | 6-4, 6-1       | Tableau |
| 7  | 01-02-1999 | Open 13, Marseille           | Int' Series  | 514 250 $ | Dur (int.)      | Fabrice Santoro       | Arnaud Clément        | 6-3, 4-6, 6-4  | Tableau |
| 8  | 07-02-2000 | Open 13, Marseille           | Int' Series  | 475 000 $ | Dur (int.)      | Marc Rosset           | Roger Federer         | 2-6, 6-3, 7-65 | Tableau |
| 9  | 12-02-2001 | Open 13, Marseille           | Int' Series  | 475 000 $ | Dur (int.)      | Ievgueni Kafelnikov   | Sébastien Grosjean    | 7-65, 6-2      | Tableau |
| 10 | 11-02-2002 | Open 13, Marseille           | Int' Series  | 451 000 $ | Dur (int.)      | Thomas Enqvist        | Nicolas Escudé        | 64-7, 6-3, 6-1 | Tableau |
| 11 | 10-02-2003 | Open 13, Marseille           | Int' Series  | 475 000 $ | Dur (int.)      | Roger Federer         | Jonas Björkman        | 6-2, 7-66      | Tableau |
| 12 | 23-02-2004 | Open 13, Marseille           | Int' Series  | 600 000 $ | Dur (int.)      | Dominik Hrbatý        | Robin Söderling       | 4-6, 6-4, 6-4  | Tableau |
| 13 | 07-02-2005 | Open 13, Marseille           | Int' Series  | 575 000 $ | Dur (int.)      | Joachim Johansson     | Ivan Ljubičić         | 7-5, 6-4       | Tableau |
| 14 | 13-02-2006 | Open 13, Marseille           | Int' Series  | 575 000 $ | Dur (int.)      | Arnaud Clément        | Mario Ančić           | 6-4, 6-2       | Tableau |
| 15 | 12-02-2007 | Open 13, Marseille           | Int' Series  | 575 000 $ | Dur (int.)      | Gilles Simon          | Márcos Baghdatís      | 6-4, 7-63      | Tableau |
| 16 | 11-02-2008 | Open 13, Marseille           | Int' Series  | 513 000 € | Dur (int.)      | Andy Murray           | Mario Ančić           | 6-3, 6-4       | Tableau |
| 17 | 16-02-2009 | Open 13, Marseille           | ATP 250      | 512 750 € | Dur (int.)      | Jo-Wilfried Tsonga    | Michaël Llodra        | 7-5, 7-6       | Tableau |
| 18 | 15-02-2010 | Open 13, Marseille           | ATP 250      | 512 750 € | Dur (int.)      | Michaël Llodra        | Julien Benneteau      | 6-3, 6-4       | Tableau |
| 19 | 14-02-2011 | Open 13, Marseille           | ATP 250      | 512 750 € | Dur (int.)      | Robin Söderling       | Marin Čilić           | 6-7, 6-3, 6-3  | Tableau |
| 20 | 20-02-2012 | Open 13, Marseille           | ATP 250      | 512 750 € | Dur (int.)      | Juan Martín del Potro | Michaël Llodra        | 6-4, 6-4       | Tableau |
| 21 | 18-02-2013 | Open 13, Marseille           | ATP 250      | 528 135 € | Dur (int.)      | Jo-Wilfried Tsonga    | Tomáš Berdych         | 3-6, 7-66, 6-4 | Tableau |
| 22 | 17-02-2014 | Open 13, Marseille           | ATP 250      | 549 260 € | Dur (int.)      | Ernests Gulbis        | Jo-Wilfried Tsonga    | 7-65, 6-4      | Tableau |
| 23 | 16-02-2015 | Open 13, Marseille           | ATP 250      | 565 735 € | Dur (int.)      | Gilles Simon          | Gaël Monfils          | 6-4, 1-6, 7-64 | Tableau |
| 24 | 15-02-2016 | Open 13 Provence, Marseille  | ATP 250      | 596 790 € | Dur (int.)      | Nick Kyrgios          | Marin Čilić           | 6-2, 7-63      | Tableau |
| 25 | 20-02-2017 | Open 13 Provence, Marseille  | ATP 250      | 620 660 € | Dur (int.)      | Jo-Wilfried Tsonga    | Lucas Pouille         | 6-4, 6-4       | Tableau |
| 26 | 19-02-2018 | Open 13 Provence, Marseille  | ATP 250      | 645 485 € | Dur (int.)      | Karen Khachanov       | Lucas Pouille         | 7-5, 3-6, 7-5  | Tableau |
| 27 | 18-02-2019 | Open 13 Provence, Marseille  | ATP 250      | 668 485 € | Dur (int.)      | Stéfanos Tsitsipás    | Mikhail Kukushkin     | 7-5, 7-65      | Tableau |
| 28 | 17-02-2020 | Open 13 Provence, Marseille  | ATP 250      | 691 880 € | Dur (int.)      | Stéfanos Tsitsipás    | Félix Auger-Aliassime | 6-3, 6-4       | Tableau |
| 29 | 08-03-2021 | Open 13 Provence, Marseille  | ATP 250      | 409 765 € | Dur (int.)      | Daniil Medvedev       | Pierre-Hugues Herbert | 6-4, 64-7, 6-4 | Tableau |
| 30 | 20-02-2022 | Open 13 Provence, Marseille  | ATP 250      | 545 200 € | Dur (int.)      | Andrey Rublev         | Félix Auger-Aliassime | 7-5, 7-64      | Tableau |
| 31 | 20-02-2023 | Open 13 Provence, Marseille  | ATP 250      | 707 510 € | Dur (int.)      | Hubert Hurkacz        | Benjamin Bonzi        | 6-3, 7-64      | Tableau |
| 32 | 05-02-2024 | Open 13 Provence, Marseille  | ATP 250      | 724 015 € | Dur (int.)      | Ugo Humbert           | Grigor Dimitrov       | 6-4, 6-3       | Tableau |
| 33 | 10-02-2025 | Open 13 Provence, Marseille  | ATP 250      | 740 730 € | Dur (int.)      | Ugo Humbert           | Hamad Medjedović      | 7-64, 6-4      | Tableau |

### Double
| No | Date       | Nom et lieu du tournoi       | Catégorie    | Dotation  | Surface         | Vainqueurs                               | Finalistes                              | Score              |         |
| -- | ---------- | ---------------------------- | ------------ | --------- | --------------- | ---------------------------------------- | --------------------------------------- | ------------------ | ------- |
| 1  | 01-02-1993 | Marseilles Open, Marseille   | World Series | 500 000 $ | Moquette (int.) | Arnaud Boetsch Olivier Delaitre          | Ivan Lendl Christo van Rensburg         | 6-3, 7-6           | Tableau |
| 2  | 31-01-1994 | Marseilles Open, Marseille   | World Series | 513 750 $ | Moquette (int.) | Jan Siemerink Daniel Vacek               | Martin Damm Ievgueni Kafelnikov         | 6-7, 6-4, 6-1      | Tableau |
| 3  | 06-02-1995 | Marseilles Open, Marseille   | World Series | 514 250 $ | Moquette (int.) | David Adams Andreï Olhovskiy             | Jean-Philippe Fleurian Rodolphe Gilbert | 6-1, 6-4           | Tableau |
| 4  | 12-02-1996 | Marseilles Open, Marseille   | World Series | 514 250 $ | Dur (int.)      | Jean-Philippe Fleurian Guillaume Raoux   | Marius Barnard Peter Nyborg             | 6-3, 6-2           | Tableau |
| 5  | 10-02-1997 | Marseilles Open, Marseille   | World Series | 514 250 $ | Dur (int.)      | Thomas Enqvist Magnus Larsson            | Olivier Delaitre Fabrice Santoro        | 6-3, 6-4           | Tableau |
| 6  | 02-02-1998 | Marseille Indoors, Marseille | Int' Series  | 514 250 $ | Dur (int.)      | Donald Johnson Francisco Montana         | Mark Keil T.J. Middleton                | 6-4, 3-6, 6-3      | Tableau |
| 7  | 01-02-1999 | Open 13, Marseille           | Int' Series  | 514 250 $ | Dur (int.)      | Max Mirnyi Andreï Olhovskiy              | David Adams Pavel Vízner                | 7-5, 7-67          | Tableau |
| 8  | 07-02-2000 | Open 13, Marseille           | Int' Series  | 475 000 $ | Dur (int.)      | Simon Aspelin Johan Landsberg            | Juan-Ignacio Carrasco Jairo Velasco Jr  | 7-62, 6-4          | Tableau |
| 9  | 12-02-2001 | Open 13, Marseille           | Int' Series  | 475 000 $ | Dur (int.)      | Julien Boutter Fabrice Santoro           | Michael Hill Jeff Tarango               | 7-67, 7-5          | Tableau |
| 10 | 11-02-2002 | Open 13, Marseille           | Int' Series  | 451 000 $ | Dur (int.)      | Arnaud Clément Nicolas Escudé            | Julien Boutter Max Mirnyi               | 6-4, 6-3           | Tableau |
| 11 | 10-02-2003 | Open 13, Marseille           | Int' Series  | 475 000 $ | Dur (int.)      | Sébastien Grosjean Fabrice Santoro       | Tomáš Cibulec Pavel Vízner              | 6-1, 6-4           | Tableau |
| 12 | 23-02-2004 | Open 13, Marseille           | Int' Series  | 600 000 $ | Dur (int.)      | Mark Knowles Daniel Nestor               | Martin Damm Cyril Suk                   | 7-5, 6-3           | Tableau |
| 13 | 07-02-2005 | Open 13, Marseille           | Int' Series  | 575 000 $ | Dur (int.)      | Martin Damm Radek Štěpánek               | Mark Knowles Daniel Nestor              | 7-64, 7-65         | Tableau |
| 14 | 13-02-2006 | Open 13, Marseille           | Int' Series  | 575 000 $ | Dur (int.)      | Martin Damm Radek Štěpánek               | Mark Knowles Daniel Nestor              | 6-2, 64-7, [10-3]  | Tableau |
| 15 | 12-02-2007 | Open 13, Marseille           | Int' Series  | 575 000 $ | Dur (int.)      | Arnaud Clément Michaël Llodra            | Mark Knowles Daniel Nestor              | 7-5, 4-6, [10-8]   | Tableau |
| 16 | 11-02-2008 | Open 13, Marseille           | Int' Series  | 513 000 € | Dur (int.)      | Martin Damm Pavel Vízner                 | Yves Allegro Jeff Coetzee               | 7-60, 7-5          | Tableau |
| 17 | 16-02-2009 | Open 13, Marseille           | ATP 250      | 512 750 € | Dur (int.)      | Arnaud Clément Michaël Llodra            | Julian Knowle Andy Ram                  | 3-6, 6-3, [10-8]   | Tableau |
| 18 | 15-02-2010 | Open 13, Marseille           | ATP 250      | 512 750 € | Dur (int.)      | Julien Benneteau Michaël Llodra          | Julian Knowle Robert Lindstedt          | 6-4, 6-3           | Tableau |
| 19 | 14-02-2011 | Open 13, Marseille           | ATP 250      | 512 750 € | Dur (int.)      | Robin Haase Ken Skupski                  | Julien Benneteau Jo-Wilfried Tsonga     | 6-3, 64-7, [13-11] | Tableau |
| 20 | 20-02-2012 | Open 13, Marseille           | ATP 250      | 512 750 € | Dur (int.)      | Nicolas Mahut Édouard Roger-Vasselin     | Dustin Brown Jo-Wilfried Tsonga         | 3-6, 6-3, [10-8]   | Tableau |
| 21 | 18-02-2013 | Open 13, Marseille           | ATP 250      | 528 135 € | Dur (int.)      | Rohan Bopanna Colin Fleming              | Aisam-Ul-Haq Qureshi Jean-Julien Rojer  | 6-4, 7-63          | Tableau |
| 22 | 17-02-2014 | Open 13, Marseille           | ATP 250      | 549 260 € | Dur (int.)      | Julien Benneteau Édouard Roger-Vasselin  | Paul Hanley Jonathan Marray             | 4-6, 7-66, [13-11] | Tableau |
| 23 | 16-02-2015 | Open 13, Marseille           | ATP 250      | 565 735 € | Dur (int.)      | Marin Draganja Henri Kontinen            | Colin Fleming Jonathan Marray           | 6-4, 3-6, [10-8]   | Tableau |
| 24 | 15-02-2016 | Open 13 Provence, Marseille  | ATP 250      | 596 790 € | Dur (int.)      | Mate Pavić Michael Venus                 | Jonathan Erlich Colin Fleming           | 6-2, 6-3           | Tableau |
| 25 | 20-02-2017 | Open 13 Provence, Marseille  | ATP 250      | 620 660 € | Dur (int.)      | Julien Benneteau Nicolas Mahut           | Robin Haase Dominic Inglot              | 6-4, 69-7, [10-5]  | Tableau |
| 26 | 19-02-2018 | Open 13 Provence, Marseille  | ATP 250      | 645 485 € | Dur (int.)      | Raven Klaasen Michael Venus              | Marcus Daniell Dominic Inglot           | 62-7, 6-3, [10-4]  | Tableau |
| 27 | 18-02-2019 | Open 13 Provence, Marseille  | ATP 250      | 668 485 € | Dur (int.)      | Jérémy Chardy Fabrice Martin             | Ben McLachlan Matwé Middelkoop          | 6-3, 64-7, [10-3]  | Tableau |
| 28 | 17-02-2020 | Open 13 Provence, Marseille  | ATP 250      | 691 880 € | Dur (int.)      | Nicolas Mahut Vasek Pospisil             | Wesley Koolhof Nikola Mektić            | 6-3, 6-4           | Tableau |
| 29 | 08-03-2021 | Open 13 Provence, Marseille  | ATP 250      | 409 765 € | Dur (int.)      | Lloyd Glasspool Harri Heliövaara         | Sander Arends David Pel                 | 7-5, 7-64          | Tableau |
| 30 | 20-02-2022 | Open 13 Provence, Marseille  | ATP 250      | 545 200 € | Dur (int.)      | Denys Molchanov Andrey Rublev            | Raven Klaasen Ben McLachlan             | 4-6, 7-5, [10-7]   | Tableau |
| 31 | 20-02-2023 | Open 13 Provence, Marseille  | ATP 250      | 707 510 € | Dur (int.)      | Santiago González Édouard Roger-Vasselin | Nicolas Mahut Fabrice Martin            | 4-6, 7-64, [10-7]  | Tableau |
| 32 | 05-02-2024 | Open 13 Provence, Marseille  | ATP 250      | 724 015 € | Dur (int.)      | Tomáš Macháč Zhang Zhizhen               | Patrik Niklas-Salminen Emil Ruusuvuori  | 6-3, 6-4           | Tableau |
| 33 | 10-02-2025 | Open 13 Provence, Marseille  | ATP 250      | 740 730 € | Dur (int.)      | Benjamin Bonzi Pierre-Hugues Herbert     | Sander Gillé Jan Zieliński              | 6-3, 6-4           | Tableau |

## Palmarès dames

### Simple
| No | Date       | Nom et lieu du tournoi                   | Catégorie | Dotation   | Surface      | Vainqueure                 | Finaliste               | Score          |         |
| -- | ---------- | ---------------------------------------- | --------- | ---------- | ------------ | -------------------------- | ----------------------- | -------------- | ------- |
| 1  | 16-06-1997 | Trophée les Terrasses du Port, Marseille | ITF       | 50 000 $   | Terre (ext.) | Amélie Cocheteux           | Mirjana Lučić           | 4-6, 7-5, 6-4  |         |
| 2  | 14-06-1999 | , Marseille                              | ITF       | 50 000     | Terre (ext.) | Angeles Montolio           | Cristina Torrens Valero | 6-4, 7-5       |         |
| 3  | 12-06-2000 | , Marseille                              | ITF       | 50 000     | Terre (ext.) | Angeles Montolio           | Anabel Medina Garrigues | 6-2, 64-7, 6-4 |         |
| 4  | 11-06-2001 | , Marseille                              | ITF       | 50 000     | Terre (ext.) | Klára Koukalová            | Karina Habšudová        | 6-4, 4-6, 7-63 |         |
| 5  | 10-06-2002 | , Marseille                              | ITF       | 50 000     | Terre (ext.) | Conchita Martínez Granados | Émilie Loit             | 6-2, 3-6, 7-5  |         |
| 6  | 09-06-2003 | Open Gaz de France, Marseille            | ITF       | 50 000 +H  | Terre (ext.) | Arantxa Parra Santonja     | Claudine Schaul         | 6-2, 6-1       | Tableau |
| 7  | 07-06-2004 | Open Gaz de France, Marseille            | ITF       | 50 000 +H  | Terre (ext.) | Anabel Medina Garrigues    | Ľubomíra Kurhajcová     | 5-7, 6-3, 6-3  | Tableau |
| 8  | 06-06-2005 | Open Gaz de France, Marseille            | ITF       | 50 000 +H  | Terre (ext.) | Conchita Martínez Granados | Marie-Ève Pelletier     | 6-1, 6-1       | Tableau |
| 9  | 12-06-2006 | Open Gaz de France, Marseille            | ITF       | 50 000 +H  | Terre (ext.) | Ekaterina Bychkova         | Séverine Brémond        | 6-1, 6-2       | Tableau |
| 10 | 11-06-2007 | Open Gaz de France, Marseille            | ITF       | 50 000 +H  | Terre (ext.) | Jorgelina Cravero          | Stéphanie Cohen-Aloro   | 6-2, 6-4       | Tableau |
| 11 | 09-06-2008 | Open Gaz de France, Marseille            | ITF       | 75 000 +H  | Terre (ext.) | Kirsten Flipkens           | Stéphanie Foretz        | 7-64, 6-2      | Tableau |
| 12 | 08-06-2009 | Open GDF Suez, Marseille                 | ITF       | 100 000 +H | Terre (ext.) | Ioana Raluca Olaru         | Maša Zec Peškirič       | 64-7, 7-5, 6-4 | Tableau |
| 13 | 07-06-2010 | Open GDF Suez, Marseille                 | ITF       | 100 000 +H | Terre (ext.) | Klára Zakopalová           | Johanna Larsson         | 6-3, 6-3       | Tableau |
| 14 | 06-06-2011 | Open GDF Suez, Marseille                 | ITF       | 100 000    | Terre (ext.) | Pauline Parmentier         | Irina-Camelia Begu      | 6-3, 6-2       |         |
| 15 | 11-06-2012 | Open GDF Suez, Marseille                 | ITF       | 100 000    | Terre (ext.) | Lourdes Domínguez Lino     | Pauline Parmentier      | 6-3, 6-3       |         |
| 16 | 03-06-2013 | Open Féminin de Marseille, Marseille     | ITF       | 100 000    | Terre (ext.) | Andrea Petkovic            | Anabel Medina Garrigues | 6-4, 6-2       |         |
| 17 | 02-06-2014 | Open Féminin de Marseille, Marseille     | ITF       | 100 000    | Terre (ext.) | Alexandra Dulgheru         | Johanna Larsson         | 6-3, 7-5       |         |
| 18 | 01-06-2015 | Open Féminin de Marseille, Marseille     | ITF       | 100 000    | Terre (ext.) | Monica Niculescu           | Pauline Parmentier      | 6-2, 7-5       |         |
| 19 | 30-05-2016 | Open Féminin de Marseille, Marseille     | ITF       | 100 000    | Terre (ext.) | Danka Kovinić              | Hsieh Su-wei            | 6-2, 6-3       |         |
| 20 | 05-06-2017 | Open Féminin de Marseille, Marseille     | ITF       | 100 000    | Terre (ext.) | Jasmine Paolini            | Tatjana Maria           | 6-4, 2-6, 6-1  |         |

### Double
Liste des vainqueurs du tournoi de double dames :
- 1997 :  Katalin Marosi /  Veronica Stele
- 1999 :  Gisela Riera Roura /  Raluca Sandu
- 2000 :  Alice Canepa /  Mariana Díaz-Oliva
- 2001 :  Leanne Baker /  Manisha Malhotra
- 2002 :  Lourdes Domínguez Lino /  Conchita Martínez Granados
- 2003 :  Yuliana Fedak /  Galina Fokina
- 2004 :  Shahar Peer /  Elena Vesnina
- 2005 :  Līga Dekmeijere /  Caroline Dhenin
- 2006 :  Conchita Martínez Granados /  María José Martínez Sánchez
- 2007 :  Ksenia Milevskaya /  Roxane Vaisemberg
- 2008 :  Ágnes Szatmári /  Aurélie Védy
- 2009 :  Tathiana Garbin /  María Emilia Salerni
- 2010 :  Johanna Larsson /  Yvonne Meusburger
- 2011 :  Irina-Camelia Begu /  Nina Bratchikova
- 2012 :  Séverine Beltrame /  Laura Thorpe
- 2013 :  Sandra Klemenschits /  Andreja Klepač
- 2014 :  Lourdes Domínguez Lino /  Beatriz García Vidagany
- 2015 :  Tatiana Búa /  Laura Thorpe
- 2016 :  Hsieh Su-wei /  Nicole Melichar
- 2017 :  Natela Dzalamidze /  Veronika Kudermetova